# Энгганцы

Остров Энгано

Энгга́нцы, энг(г)ано — народ в Индонезии, проживающий на острове Энгано (около юго-западного побережья острова Суматра). Общая численность — 1000 человек (по состоянию на 1999 год), постоянно уменьшается.

## Язык
Говорят на языке энггано раннесуматранской ветви западнозондской зоны австронезийских языков.

## Этническое происхождение и традиционная социальная организация
Энгано — одно из древнейших суматранских племен. Этнически они наиболее близки к коренному населению Явы и Суматры, откуда к Энгано направлялись миграционные потоки. Наиболее антропологически родственные энгано народы — батаки и ниасы, более отдаленные — абунги и пубианы.
Общественная организация энгано в значительной степени повторяет социальную модель ниасов и в настоящее время сохраняет черты отцовского рода. Сельские общины — соседско-большесемейного типа. Основной социальной ячейчкой является марга (мерга) — разросшийся род, члены которого ведут происхождение от общего мужского предка и сохраняют его имя, как правило, легендарное. В поселении живут также и поздние пришельцы из других марга. В рамках марга существуют саомпу — патриархальные большие семьи, каждая из которых занимает один дом. Большая семья имеет землю и управляется своим старейшиной. Общины управляются выборными деревенскими советами.
Строго соблюдаются экзогамные традиции: мужчины и дети деревни принадлежат к марга его основателя, тогда как жены берутся из других марга. Нельзя жениться в своем марга или на женщине из марга, куда выходят замуж сестры жениха. Допустима полигиния: мужчина может иметь столько жен, за сколько он в состоянии заплатить выкуп. Брачное поселение патрилокальное. Замужняя женщина переходит в семью мужа, принимает его родовое имя, сохраняя и своё родовое имя. Отец жениха выделяет сыну участок земли, ребёнок получает родовое имя отца. Система терминов родства — бифуркативно-коллатеральная.

## Современная политическая ориентация
Сегодня энгано вследствие длительной культурной изоляции находятся на грани вымирания. Им чужды свойственные в последние десятилетия соседним народам, например, батакам, появление и рост этнического самосознания, тем более, во всеиндонезийском масштабе.

## Религия
Среди энгано примерно поровну исповедующих ислам (суннитского толка) и христиан (католиков). Кроме того, местами сохранились анимизм, тотемизм и поклонение предкам.

## Традиционное жилище
Поселения энгано кучевые. Жилища каркасно-столбовые, свайные, прямоугольные в плане (в прошлом — круглые), стены и крыша укрепляются жесткими листьями.

## Быт, традиционные занятия и традиционная одежда
Энггано заняты ручным земледелием (маис, ямс, арахис, таро, кокосовая пальма), охотой на черепах, разведением кур, рыболовством. Ремёсла — ткачество, гончарство, резьба по дереву, изготовление масок и ожерелий, плетение циновок и украшений из бисера.
Мужчины энгано носят набедренные повязки различной длины — каины, причем длина каина в прямой пропорции свидетельствует об экономическом статусе его владельца. Женщины всегда носят длинные каины. Верхняя одежда у мужчин — рубаха с длинными рукавами и глухим воротом, у женщин — рубаха без ворота.
Пища энгано преимущественно растительная, рис покупают.